# Exechia intermedia
Exechia intermedia är en tvåvingeart som beskrevs av Santos Abreu 1920. Exechia intermedia ingår i släktet Exechia och familjen svampmyggor. Inga underarter finns listade i Catalogue of Life.